# Liechtensteinska köket

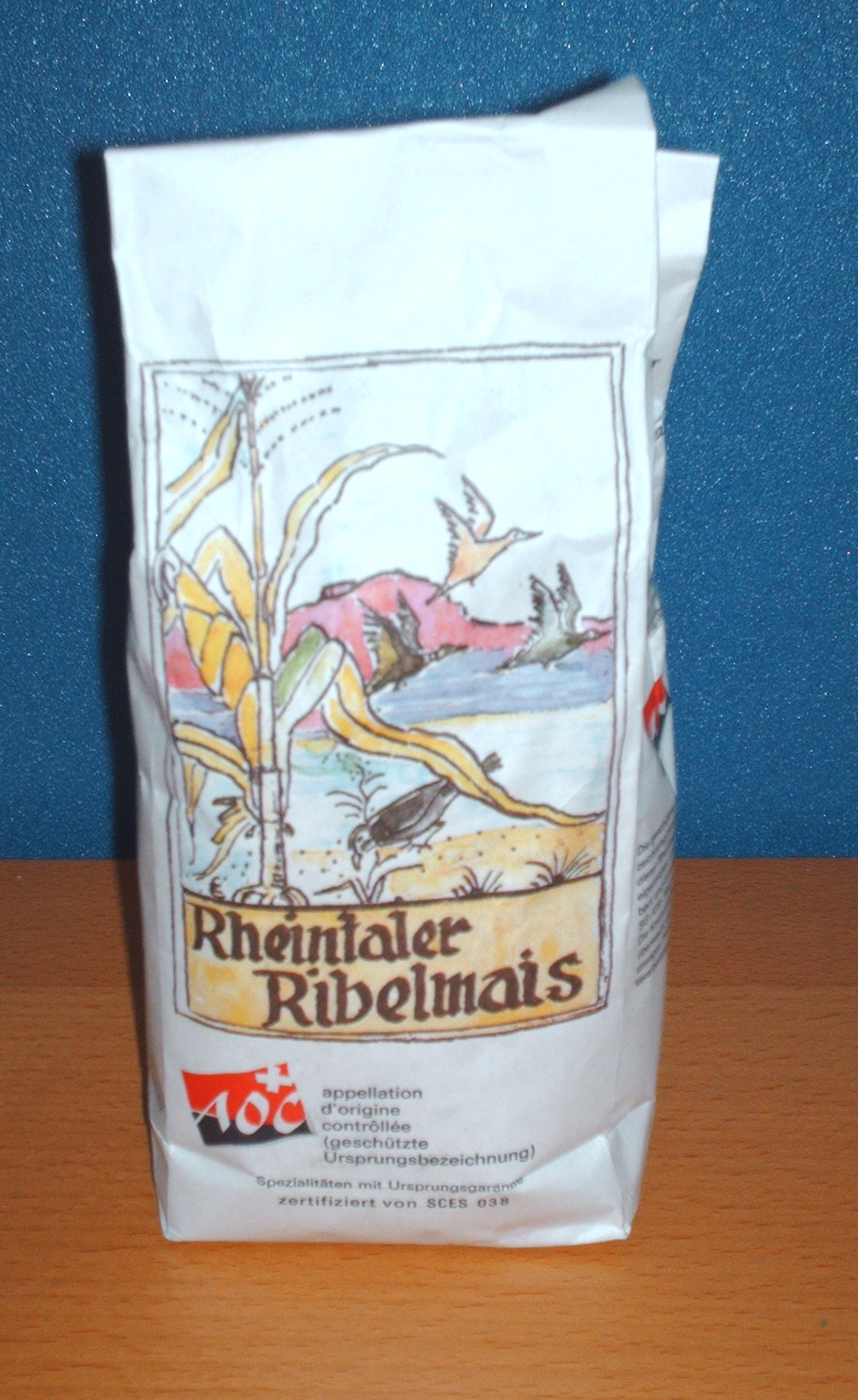
Rheintaler Ribelmais, en gammal variant av mannagryn som används i landet.

Liechtensteinska köket är den matkultur som finns i Liechtenstein. Köket är på grund av landets geografiska läge influerat av det österrikiska och schweiziska köket. Man äter tre mål mat om dagen. Till frukost intad ofta kaffe och bröd med sylt. Lunchen är dagens huvudmål, och inkluderar exempelvis huvudrätt, soppa, sallad och efterrätt. På kvällen äts vanligtvis bara en smörgås med pålägg som kött och ost.
Exempel på rätter är käseknöpfle, som är små klimpar med ost i. Det röda vinet vaduzer är ett exempel på en omtyckt dryck.